# Cyttaranthus congolensis
Cyttaranthus congolensis är en törelväxtart som beskrevs av J.Leonard. Cyttaranthus congolensis ingår i släktet Cyttaranthus och familjen törelväxter. Inga underarter finns listade i Catalogue of Life.